# Grégoire (prénom)
Pour les articles homonymes, voir Grégoire.
Grégoire est un prénom masculin français issu du latin Gregorius (gallo-roman GREGORIU), lui-même emprunt au grec Γρηγόριος Grêgorios, anthroponyme basé sur le verbe grec grêgoreîn (γρηγορέω, γρηγορεῖν) signifiant « veiller » ou « être éveillé ». Il est fêté le 2 janvier avec Grégoire de Nazianze, le 17 novembre avec saint Grégoire de Tours et le 3 septembre avec saint Grégoire le Grand.
Il a pour variantes d'origine étrangères ou diminutifs Greg, Grégori, Grégorio, Grégory et pour formes féminines Grégoria, Grégoreva et Grégorie.
Formes patronymiques : Gringoire et Gregh (flamand).

## Variantes linguistiques
- allemand : Gregor
- anglais : Gregory et Greg
- arménien : Krikor  ou Grigor (Գրիգոր)
- catalan : Gregori
- danois : Gregers
- espagnol : Gregorio
- estonien : Reigo
- finnois : Reijo (prononcer « reyo »)
- gaélique écossais : Griogair
- grec : Γρηγόρης (« Grigoris ») ou Γρηγόριος (« Grigorios »)
- hongrois : Gergely (prononcer « guerguey » en roulant le 'r') et Gergő (pr. « guergueu »)
- irlandais : Gréagóir
- italien : Gregorio
- letton : Gregors
- lituanien : Grigalius
- néerlandais : Gregoor
- occitan : Gregòri
- poitevin : Grgoere
- polonais : Grzegorz (prononcer gjègoch)
- portugais : Gregório
- roumain : Grigore (le 'e' final se prononce 'é')
- russe : Grigory(-i) (Григорий ou Григорий)
- suédois : Greger
- tahitien : Kerekorio
- tchèque : Řehoř

## Popularité du nom
Le prénom a connu une vogue à partir de 1970 tant sous sa forme française que sous sa forme anglaise Gregory.